# Centrale idroelettrica di Meduno
La centrale idroelettrica di Meduno è un impianto idroelettrico situato nel comune di Meduno, in provincia di Pordenone.

## Descrizione
La centrale sfrutta l'acqua del torrente Meduna tramite un bacino artificiale, costruito in località Ponte Racli.
La centrale, a pozzo, dispone di due turbine Francis ad asse verticale, con una portata di 20 mq/s.
La centrale alimenta la città di Meduno e altri comuni limitrofi.
Al suo interno, come in molte altre centrali costruite negli anni 50/60, si possono osservare gli affreschi di Giuseppe Ravenelli, richiamanti l'unità del lavoro agricolo (il Consorzio di Bonifica) e attività industriale (la SAICI-SNIA).

## Storia
È stata realizzata all'inizio degli anni cinquanta, per sfruttare l'acqua accumulata nel bacino del lago di Redona, ed è entrata in funzione poco prima della fine dei lavori alla diga.